# Фолджер, Генри
Генри Клей Фолджер-младший (англ. Henry Clay Folger; 18 июня 1857[…], Нью-Йорк, Нью-Йорк — 11 июня 1930[…], Бруклин, Нью-Йорк) — президент, впоследствии председатель правления компании Standard Oil, коллекционер шекспировской литературы и основатель Шекспировской библиотеки Фолджера.

## Биография
Генри Клей Фолджер-младший родился в Нью-Йорке в семье Генри Клея Фолджера-старшего из Нантакета и Элизы Джейн (Кларк) Фолджер из Нью-Йорка, был старшим из их восьми детей. Кузен Бенджамина Франклина в шестом поколении, племянник Дж. А. Фолджера, основателя компании Folger Coffee. Потомок Питера Фолджера (деда Бенджамина Франклина по материнской линии) и Мэри Моррилл Фолджер.
Окончил Академию Адельфи в Бруклине, где его наставником стал Чарльз Пратт, бизнесмен и президент попечительского совета Адельфи. В Адельфи Фолджер изучал искусство, химию, классику и декламацию, был избран президентом литературной ассоциации школы. Затем он учился в Амхерст-колледж у Чарльза Милларда Пратта, близкого друга и сына наставника Фолджера в Адельфи. Для оплаты своего образования Фолджер участвовал во многих конкурсах ораторских эссе, выиграв призы в 1876 году и в 1879 году, что позволило ему оплатить младший курс обучения. Фолджер взял за образец риторический стиль Дэниела Вебстера. Он назвал конкурс эссе, посвящённый Шекспиру, причиной по которой он стал одержим Бардом. Его жена Эмили, однако, позже припишет Фолджеру его первоначальное увлечение Шекспиром к лекции Ральфа Уолдо Эмерсона в 1879 году, красноречивая речь которого показалась студенту колледжа шекспировской. В Амхерсте Фолджер был членом братства Alpha Delta Phi и получил диплом Phi Beta Kappa в 1879 году. После окончания колледжа с 1879 по 1881 год посещал Колумбийскую юридическую школу, получив допуск к адвокатской деятельности в 1881 году.

### Карьера
С 1881 года, работал на нефтяной трест «Стандарт Ойл» Джона Д. Рокфеллера, начав свой путь в нефтяном бизнесе в качестве клерка в «Charles Pratt & Company», нефтеперерабатывающем заводе, принадлежавшем Чарльзу Пратту, отцу его одноклассника по Адельфи и Амхерсту Чарльза Милларда Пратта. Компания Пратта в то время уже была связана со Standard Oil.[2] Фолджер быстро проявил свои способности математика и статистика; его работа с данными по переработке нефти привела к повышению в 1886 году, когда он получил должность секретаря производственного комитета Standard Oil. В 1890 году Фолджер написал статью о нефтяном бизнесе для Энциклопедии Чемберсов «Petroleum: Its Production and Products in Pennsylvania».
Активы Фолджера увеличились в 1899 году, когда его повысили до председателя производственного комитета, в том же году, когда компания Standard Oil of New Jersey стала центральной холдинговой компанией для Standard Oil Trust, который распался после принятия антитрестовского закона Шермана. Акции, которыми Фолджер владел в Standard Oil of New Jersey, внесли значительный вклад в способность Фолджера собирать шекспировскую коллекцию. В 1908 году он был избран помощником казначея компании Jersey Standard и вошёл в совет из шестнадцати директоров, управляя финансами компании и составляя производственные данные. В том же году Фолджер был избран в исполнительный комитет Jersey Standard.
Решение Верховного суда 1911 года о разрушении монополии Standard Oil Company of New Jersey привело к избранию Фолджера президентом второй по величине компании, образованной из распущенной Jersey Standard, — Standard Oil Company of New York, или Socony. Фолджер также владел значительным количеством акций Magnolia Petroleum Company, техасской компании, которая в 1925 году стала дочерней компанией Socony. Оставил пост президента в 1923 году, но оставался в Socony в качестве первого председателя попечительского совета до 1928 года, когда официально ушел на пенсию, чтобы посвятить всё внимание планам создания своей Шекспировской библиотеки. На посту президента Фолджера сменил Герберт Л. Пратт, ещё один сын Чарльза Пратта.
В 1956 году Шекспировская библиотека Фолджера получила от компании Socony Mobil Oil стол Фолджера из орехового дерева. С того года им пользовался директор библиотеки.

### Брак с Эмили Кларой Джордан
Генри Фолджер познакомился с Эмили Кларой Джордан в начале 1880-х годов на собрании литературного кружка Ирвинга в Бруклине. Оба были близки, соответственно, с братьями и сёстрами Пратт — Чарльзом и Лилли. В начале своих отношений Генри и Эмили были связаны через Шекспира. На пикнике 1882 года, организованном литературным кружком Ирвинга, Чарльз и Лилли попросили их произнести тост; Эмили взяла слова из «Отелло», а Генри процитировал «Как вам это понравится». Она родилась в 1858 году и получила образование в колледже Вассар. Они поженились 6 октября 1885 года в Вестминстерской пресвитерианской церкви в Элизабет, Нью-Джерси, где Эмили провела свои подростковые годы. У Фолджеров не было детей. Большую часть жизни они жили в арендованных домах в Бруклине, переехав в Бедфорд-Стаувесант в 1895 году, а в 1910 году на 24 Brevoot Place, но позже, в 1929 году, приобрели поместье в Глен Коув на Лонг-Айленде. Фолджеры ежегодно ездили отдыхать на курорт The Homestead в Хот-Спрингс, штат Вирджиния, где Генри в последние годы жизни с удовольствием участвовал в турнирах по гольфу. Хотя у Фолджеров не было детей, свою коллекцию они считали своим наследием, а Генри, как известно, называл свои редкие книги «мальчиками».

### Коллекционирование Шекспира
Фолджер был заядлым коллекционером шекспирианы, собрав самую большую в мире коллекцию изданий Первого фолио пьес Уильяма Шекспира. Первой редкой книгой Фолджера была копия Четвертого фолио 1685 года, купленная в 1889 году за 107,50 долларов. Свой первый оригинальный экземпляр Первого фолио он приобрёл четыре года спустя, в 1893 году. В отличие от других богатых коллекционеров того периода, таких как Генри Э. Хантингтон и Дж. П. Морган, Фолджер предпочитал «несовершенные» копии редких томов, с маргиналиями и другими пометками. Следуя этой тенденции, его коллекция фолиантов отличалась разнообразием происхождения и состояния. Он предпочитал приобретать ранние издания книг, опубликованных между 1567 и 1606 годами, а также рукописи того периода. Основываясь на том, что Фолджер знал латынь и французский язык, а Эмили немецкий язык, супруги отдавали предпочтение редким изданиям, опубликованным на континенте в XVI и XVII веках. Супруги меньше интересовались коллекционированием произведений искусства, и многие из приобретённых ими картин, связанных с Шекспиром, были ошибочно приписаны таким художникам, как Томас Гейнсборо.
Фолджеры выбирали предметы для покупки по каталогам букинистов, которые сначала просматривала и помечала Эмили, а затем передавала их Генри, который вёл обширный и точный список предметов, на которые он намеревался сделать ставку. Если было возможно, он лично осматривал товар перед покупкой. Он также избегал консультаций со специалистами по поводу редких изданий, предпочитая свои собственные знания и опыт Эмили, которая в 1896 году получила степень магистра наук в колледже Вассар за диссертацию по Шекспиру. Фолджер использовал профессиональных книготорговцев в качестве посредников на аукционах, полагая, что сокрытие его личности позволит сохранить низкие цены. Из-за растущего размера коллекции и заботы о пожаробезопасности, в конечном итоге, лишь немногие из приобретений Фолджеров хранились в их жилом помещении. Дома в Бруклине они хранили обширный карточный каталог, а в путешествия брали с собой небольшой аннотированный набор контрольных списков. Сама коллекция хранилась на нескольких пожаробезопасных складах на Манхэттене в специально сконструированных деревянных ящиках, изначально рассчитанных на две пятигаллоновые банки масла каждая. Фредерик Фалес, коллега Фолджера по Standard Oil, изначально разработал и заказал эти герметичные деревянные ящики для использования в компании. Некоторые из наиболее ценных предметов хранились в банковских сейфах или в сейфе в офисе Фолджера.
Фолджер собирал свою коллекцию на протяжении пятидесяти лет за счёт своей зарплаты в Standard Oil и обширных инвестиций в компанию. Высокое положение в Standard Oil также позволяло ему брать кредиты у своего друга Чарльза Милларда Пратта, Джона Д. Рокфеллера и даже у своей жены для финансирования своих покупок. Обычно он платил за товары наличными, и эта стратегия снискала ему расположение многих книготорговцев, нуждавшихся в срочных средствах. Фолджер также предпочитал покупать целые коллекции, такие как коллекция Халливелла-Филиппса, приобретённая в 1908 году, поскольку оптовые закупки снижали цены на отдельные предметы.
В 1909 году Фолджер учредил Шекспировскую премию в Амхерсте; студенты-победители получили денежный приз, а их сочинения вошли в коллекцию Фолджера и в настоящее время хранятся в Шекспировской библиотеке Фолджера. Фолджер также сделал пожертвования библиотеке колледжа Амхерст, передав колледжу множество дубликатов томов, приобретённых на аукционе. Самым ценным из этих пожертвований были два листа из Библии Гутенберга.

### Шекспировская библиотека Фолджера
В начале своей карьеры в Standard Oil и в качестве коллекционера Фолджер сомневался, что у него в конечном итоге будут средства на строительство мемориала или библиотеки для своей растущей коллекции, и в 1895 году он предложил продать её Джону Д. Рокфеллеру, который отказался. До того, как он приобрел средства для того, что должно было впоследствии стать Шекспировской библиотекой Фолджера, Фолджер также обсуждал возможность продажи коллекции университету.
Ближе к концу Первой мировой войны Фолджер и его жена начали искать место для своей шекспировской библиотеки. Среди мест, которые они рассматривали, были Амхерст и Нантакет, Чикагский университет, Нью-Йорк и Стратфорд-на-Эйвоне, прежде чем они остановились на месте в Вашингтоне, которое они обнаружили в 1918 году во время остановки в городе во время поездки в Хот-Спрингс. Фолджер потратил девять лет на покупку четырнадцати домов, занимавших квартал Восточной Капитолийской улицы между Первой и Второй улицами, которые он намеревался снести для строительства своей Библиотеки; таким образом, они не обнародовали свой выбор места на Капитолийском холме до 1928 года. Вскоре после этого Конгресс принял постановление, разрешающее использовать землю на Восточной Капитолийской улице, где сейчас находится Шекспировская библиотека Фолджера.
После принятия этого постановления Фолджер нанял Поля Филиппа Кре в качестве архитектора библиотеки, которого предложил Александр Троубридж, оставшийся в проекте в качестве архитектора-консультанта. Фолджер сыграл неотъемлемую роль в разработке и реализации классического экстерьера и тюдоровского интерьера библиотеки. Включение елизаветинского театра в главное здание библиотеки также было идеей Фолджера, хотя он планировал использовать его как место для академических лекций, а не представлений. Фолджер нанял скульптора Джона Грегори для создания рельефных скульптур, которые появились на фасаде здания. Краеугольный камень библиотеки был заложен в 1930 году, но вскоре после этого Генри Фолджер умер. Большая часть его состояния была оставлена в доверительное управление библиотеке, а Амхерст-колледж стал управляющим траста. Благодаря дополнительному финансированию Эмили Фолджер, библиотека открылась в 1932 году 23 апреля, в день, который традиционно считается днём рождения Шекспира. Коллекция шекспировских произведений Фолджера считается одним из самых важных источников для исследователей творчества драматурга.

### Другие интересы
Фолджер был попечителем Hamilton Trust Company, Бруклин, Нью-Йорк, и директором Seaboard National Bank в Нью-Йорке. В 1914 году он был удостоен почётной степени доктора литературы Амхерста. Вне работы больше всего его интересовала его коллекция Шекспира и, позднее, гольф, в который он часто играл с Рокфеллером. Он был попечителем Центральной конгрегационной церкви в Бруклине и основал Шекспировский сад в Бруклинском ботаническом саду.

### Смерть
В мае 1930 года Генри Фолджер был помещен в больницу Святого Иоанна в Бруклине для операции по поводу увеличенной простаты. Во время выздоровления он продолжал работать над созданием и развитием своей Шекспировской библиотеки с больничной койки. Позднее, перед смертью 11 июня 1930 года, ему была сделана вторая операция на предстательной железе. Его похороны состоялись в Центральной конгрегационной церкви Бруклина, где он был прихожанином. Преподобный Сэмюэл Паркес Кэдман, который вместе со своей женой был близок с Фолджерами, произнёс надгробную речь. Прах Генри был захоронен под копией погребального памятника Шекспира, принадлежавшего Фолджерам, в здании, которое сейчас стало Старым читальным залом библиотеки Фолджера. Его жена Эмили умерла в 1936 году.